# Монпелье (сеньория)

Монпелье на карте южной Франции

Сеньория Монпелье (фр. Montpellier, окситанск. Montpelhièr, кат. Montpeller) — средневековое феодальное владение на юге Франции (в Окситании) в 985—1349 годах. Сеньория занимала территорию вокруг города Монпелье.

## История
Первым правителем этой области стал Гильом I (ум. до 1025), которому она была передана во владение Бернаром II, графом де Мельгей (современный Могио) 26 ноября 985 года за проявленную доблесть. Его наследники построили укреплённое поселение с замком и часовней, которое позже стало городом Монпелье. Располагаясь на пути из Испании в Италию, город быстро приобрёл экономическое и культурного значение, привлекая купцов, золотых и серебряных дел мастеров, суконщиков. Таким образом он стал центром торговли между севером Европы, Испанией и средиземноморским бассейном. Монпелье также входил в подчинение епископов Магелонна.

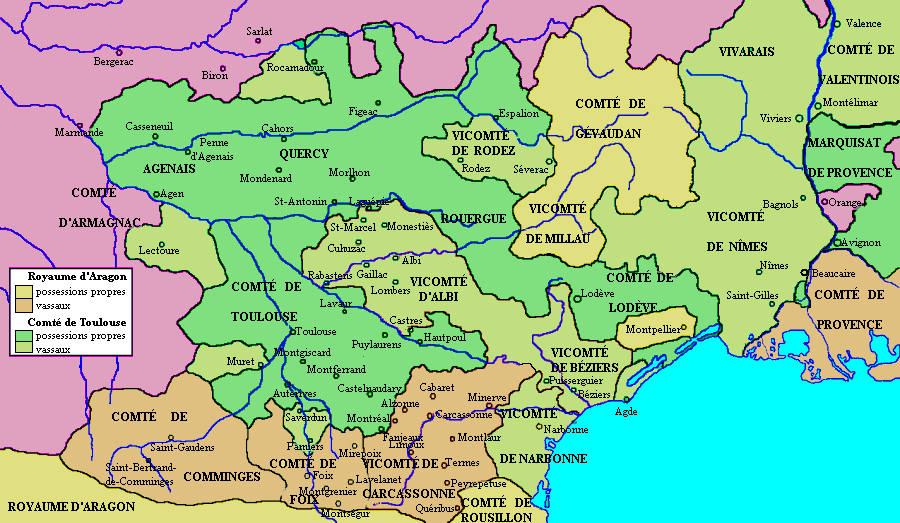
Монпелье на карте Лангедока. 1209 год.

Карта Арагона и Окситании 1213 г.

Династия Гильомидов, основанная Гильомом I, угасла после смерти Гильома VIII 9 ноября 1202 года. У него осталась единственная законная дочь, Мария де Монпелье (ум. 1213), бывшая замужем за королём Арагона Педро II. Она ещё в 1197 году отреклась от прав на Монпелье в пользу незаконного сына Гильома VIII, Гильома IX (ум. после 1212). Но население Монпелье восстало против молодого правителя и 15 июня 1204 года Мария вступила в права наследницы. Педро и Мария предоставили жителям Монпелье те льготы и свободы, которые они требовали. Их сын, Хайме I Завоеватель, родившийся в Монпелье, держал в Монпелье блестящий двор.
В 1262 году Хайме написал завещание, по которому после его смерти Арагонское королевство должно было разделиться между его сыновьями. Педро III, должен был получить Арагон, Валенсию и Барселону. А для другого сына, Хайме II (1243—1311), создавалось вассальное королевство Мальорка, в которое вошли Балеарские острова, каталонские графства Руссильон и Сердань, а также владения в Окситании — сеньория Монпелье, виконтство Карла в Оверни и баронство Омела около Монпелье.
В составе Майоркского королевства Монпелье находилось до 1344 года, когда король Арагона Педро IV захватил Майоркское королевство и присоединил его к Арагону. Король Майорки Хайме III сохранил только свои французские владения, в том числе и Монпелье. Но в 1349 году он продал и их королю Франции Филиппу VI, чтобы набрать армию, с которой он вторгся на Майорку. 25 октября 1349 года в битве при Льюкмайоре Хайме был разбит и погиб, а его малолетние дети, Хайме IV (1337—1375) и Изабелла (1337—1403), были увезены в плен в Барселону. Майоркское королевство окончательно вошло в состав Арагона, а Монпелье было присоединено к домену короля Франции.

## Список сеньоров Монпелье

### Дом Монпелье (ДинастияГильемидов)

Герб сеньоров Монпелье

- 985 — до 1025: Гильом I де Монпелье
- до 1025 — до 1059: Гильом II де Монпелье, племянник предыдущего, сын Беренгера (или Бернара) де Монпелье.
- до 1059 — до 1068: Гильом III де Монпелье, сын предыдущего.
- до 1068—1085: Бернар Гильом IV де Монпелье, сын предыдущего.
- 1085 — 1122: Гильом V де Монпелье, сын предыдущего.
- 1122 — 1162: Гильом VI де Монпелье, сын предыдущего.
- 1162 — 1173: Гильом VII де Монпелье, сын предыдущего.
- 1173 — 1202: Гильом VIII де Монпелье, сын предыдущего.
- 1202 — 1204: Гильом IX де Монпелье, незаконный сын предыдущего.
- 1204 — 1213: Мария де Монпелье, сестра предыдущего.
муж: Педро II Арагонский, король Арагона, граф Барселоны, Руссильона и Сердани.

### Арагонский (Барселонский) дом

Герб Барселонского дома

- 1213—1276: Хайме I Завоеватель (1208—1276), король Арагона, граф Барселоны и сеньор Монпелье с 1213, король Мальорки с 1231, Валенсии с 1238, граф Урхеля 1321—1236
- 1276—1311: Хайме II (1243—1311), король Мальорки, граф Руссильона и Сердани, сеньор Монпелье с 1276
- 1311—1324: Санчо II Тихий (1277—1324), король Мальорки, граф Руссильона и Сердани, сеньор Монпелье с 1311
- 1324—1349: Хайме III Смелый (1315—1349), король Мальорки, граф Руссильона и Сердани 1324—1344 (с 1344 — титулярный), сеньор Монпелье с 1324, князь Ахейский с 1316